# Calophaca reticulata
Calophaca reticulata là một loài thực vật có hoa trong họ Đậu. Loài này được Sumnev. miêu tả khoa học đầu tiên.